# João Moutinho
João Filipe Iria Santos Moutinho (sinh ngày 8 tháng 9 năm 1986), hay gọi ngắn gọn là João Moutinho, là cầu thủ bóng đá chuyên nghiệp người Bồ Đào Nha hiện đang thi đấu cho Braga tại Primeira Liga. Vai trò của anh chủ yếu là tiền vệ trung tâm, anh cũng có thể hoạt động như một tiền vệ tấn công hoặc tiền vệ ở 2 bên cánh.

## Sự nghiệp của câu lạc bộ

### Sporting
Moutinho sinh ra ở Portimão, Algarve. Sau khi có lời hứa lớn khi một cậu bé chơi cho câu lạc bộ quê hương Portimonense SC, anh đã ký hợp đồng với Sporting Clube de Portugal khi anh lên 13 để tiếp tục học bóng đá.
Trong mùa giải Primeira Liga 2004-05, chỉ mới 17 tuổi, Moutinho đã được José Peseiro gọi vào đội hình chính, nơi anh chơi một số trò chơi và thể hiện một số tài năng sớm. Tuy nhiên, sau đó, anh trở lại đội trẻ được huấn luyện bởi Paulo Bento và có các cầu thủ như Miguel Veloso và Nani, giúp anh giành danh hiệu quốc gia mùa giải mặc dù anh cũng thường xuyên tập luyện với thiết lập của đội đầu tiên.
Vào đầu năm 2005, Moutinho được gọi vào trận đấu tại Bồ Đào Nha, cuối cùng đã thi đấu 20 phút trước F.C. Pampilhosa, và ra mắt Primeira Liga vào ngày 23 tháng 1, ở lại toàn bộ chiến thắng 3-0 tại Gil Vicente FC và mặc chiếc áo # 28 được Cristiano Ronaldo đã mang trước đó. Dựa vào những màn trình diễn cực kỳ kiên định, anh không phí phạm thời gian để tự lập chính mình trong khi vẫn có thể chơi ở bất cứ vị trí nào trên một hàng tiền vệ phẳng hoặc trong một sự hình thành kim cương; Sự năng động và sự quyết tâm nhanh chóng khiến anh trở thành một fan yêu thích, vì anh hiếm khi bỏ lỡ một trò chơi kể từ khi trở thành một người chơi lựa chọn đầu tiên.
Các màn trình diễn của Moutinho trong những giai đoạn kết thúc của chiến dịch, đặc biệt là tại Cúp UEFA với màn trình diễn của Man of the Match với Feyenoord và Newcastle United, giúp Lyon đến được trận chung kết, khiến anh trở thành người khởi động tự động cho Sporting bất chấp tuổi trẻ của anh; Anh đã đóng góp 15 trận cho giải đấu khi Sporting kết thúc ở vị trí thứ hai, và trong suốt mùa hè, anh đã ký một khoản gia hạn một năm với câu lạc bộ.

## Thống kê sự nghiệp

### Câu lạc bộ
Tính đến 23 tháng 5 năm 2021
| Câu lạc bộ              | Mùa giải            | Giải đấu            | Giải đấu | Giải đấu | Cúp quốc gia | Cúp quốc gia | Cúp Liên đoàn | Cúp Liên đoàn | Châu Âu | Châu Âu | Khác | Khác | Tổng cộng | Tổng cộng |
| Câu lạc bộ              | Mùa giải            | Hạng                | Trận     | Bàn      | Trận         | Bàn          | Trận          | Bàn           | Trận    | Bàn     | Trận | Bàn  | Trận      | Bàn       |
| ----------------------- | ------------------- | ------------------- | -------- | -------- | ------------ | ------------ | ------------- | ------------- | ------- | ------- | ---- | ---- | --------- | --------- |
| Sporting                | 2004–05             | Primeira Liga       | 15       | 0        | 2            | 0            | —             | —             | 9       | 0       | —    | —    | 26        | 0         |
| Sporting                | 2005–06             | Primeira Liga       | 34       | 4        | 5            | 1            | —             | —             | 4       | 0       | —    | —    | 43        | 5         |
| Sporting                | 2006–07             | Primeira Liga       | 29       | 4        | 6            | 3            | —             | —             | 6       | 0       | —    | —    | 41        | 7         |
| Sporting                | 2007–08             | Primeira Liga       | 30       | 5        | 6            | 1            | 7             | 0             | 12      | 1       | 1    | 0    | 56        | 7         |
| Sporting                | 2008–09             | Primeira Liga       | 27       | 3        | 2            | 0            | 5             | 0             | 8       | 1       | 1    | 0    | 43        | 4         |
| Sporting                | 2009–10             | Primeira Liga       | 28       | 5        | 4            | 2            | 4             | 0             | 14      | 2       | —    | —    | 50        | 9         |
| Sporting                | Tổng cộng           | Tổng cộng           | 162      | 21       | 25           | 7            | 16            | 0             | 53      | 4       | 2    | 0    | 258       | 32        |
| Porto                   | 2010–11             | Primeira Liga       | 27       | 0        | 5            | 2            | 3             | 0             | 17      | 0       | 1    | 0    | 53        | 2         |
| Porto                   | 2011–12             | Primeira Liga       | 29       | 3        | 1            | 0            | 4             | 0             | 8       | 0       | 2    | 0    | 44        | 3         |
| Porto                   | 2012–13             | Primeira Liga       | 27       | 1        | 2            | 0            | 5             | 2             | 8       | 2       | 1    | 0    | 43        | 5         |
| Porto                   | Tổng cộng           | Tổng cộng           | 83       | 4        | 8            | 2            | 12            | 2             | 33      | 2       | 4    | 0    | 140       | 10        |
| Monaco                  | 2013–14             | Ligue 1             | 31       | 1        | 3            | 0            | 0             | 0             | —       | —       | —    | —    | 34        | 1         |
| Monaco                  | 2014–15             | Ligue 1             | 37       | 4        | 3            | 0            | 2             | 0             | 10      | 1       | —    | —    | 52        | 5         |
| Monaco                  | 2015–16             | Ligue 1             | 26       | 1        | 3            | 0            | 0             | 0             | 8       | 0       | —    | —    | 37        | 1         |
| Monaco                  | 2016–17             | Ligue 1             | 28       | 2        | 4            | 0            | 4             | 1             | 11      | 0       | —    | —    | 47        | 3         |
| Monaco                  | 2017–18             | Ligue 1             | 33       | 1        | 1            | 0            | 4             | 0             | 6       | 0       | —    | —    | 44        | 1         |
| Monaco                  | Tổng cộng           | Tổng cộng           | 155      | 9        | 13           | 0            | 10            | 1             | 33      | 2       | —    | —    | 211       | 11        |
| Wolverhampton Wanderers | 2018–19             | Premier League      | 38       | 1        | 6            | 0            | 0             | 0             | —       | —       | —    | —    | 44        | 1         |
| Wolverhampton Wanderers | 2019–20             | Premier League      | 38       | 1        | 2            | 0            | 0             | 0             | 17      | 0       | —    | —    | 57        | 1         |
| Wolverhampton Wanderers | 2020–21             | Premier League      | 33       | 1        | 3            | 0            | 0             | 0             | —       | —       | —    | —    | 36        | 1         |
| Wolverhampton Wanderers | Tổng cộng           | Tổng cộng           | 109      | 3        | 11           | 0            | 0             | 0             | 17      | 0       | —    | —    | 137       | 3         |
| Tổng cộng sự nghiệp     | Tổng cộng sự nghiệp | Tổng cộng sự nghiệp | 513      | 37       | 58           | 9            | 38            | 3             | 140     | 7       | 6    | 0    | 755       | 56        |

### Quốc tế

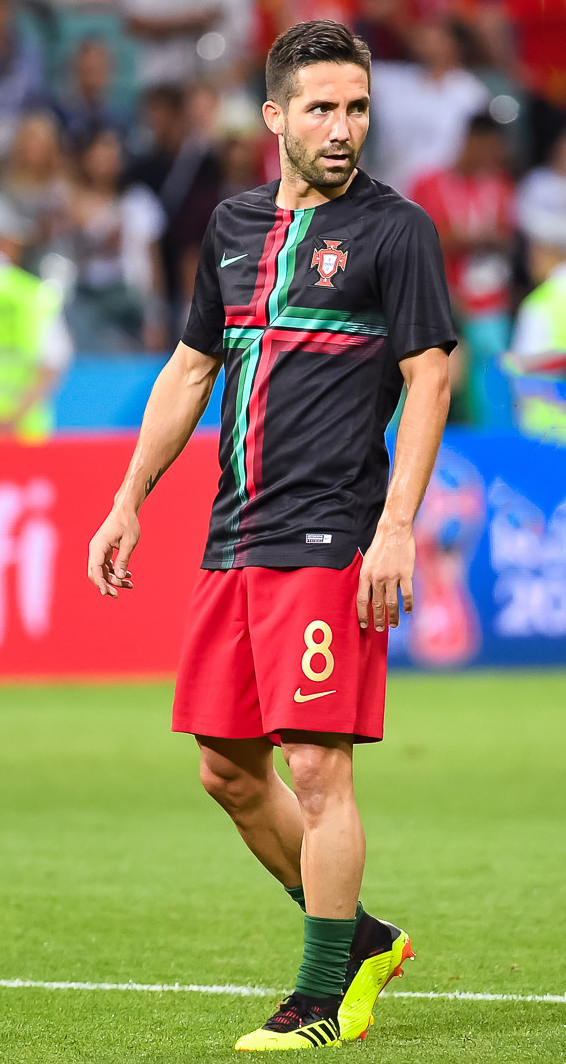
Moutinho trong màu áo Bồ Đào Nha năm 2018

Tính đến ngày 29 tháng 3 năm 2022.
| Đội tuyển quốc gia | Năm       | Trận | Bàn |
| ------------------ | --------- | ---- | --- |
| Bồ Đào Nha         | 2005      | 3    | 0   |
| Bồ Đào Nha         | 2006      | 2    | 0   |
| Bồ Đào Nha         | 2007      | 6    | 0   |
| Bồ Đào Nha         | 2008      | 11   | 1   |
| Bồ Đào Nha         | 2009      | 3    | 0   |
| Bồ Đào Nha         | 2010      | 5    | 0   |
| Bồ Đào Nha         | 2011      | 10   | 1   |
| Bồ Đào Nha         | 2012      | 14   | 0   |
| Bồ Đào Nha         | 2013      | 11   | 0   |
| Bồ Đào Nha         | 2014      | 11   | 0   |
| Bồ Đào Nha         | 2015      | 5    | 2   |
| Bồ Đào Nha         | 2016      | 13   | 1   |
| Bồ Đào Nha         | 2017      | 11   | 2   |
| Bồ Đào Nha         | 2018      | 8    | 0   |
| Bồ Đào Nha         | 2019      | 8    | 0   |
| Bồ Đào Nha         | 2020      | 8    | 0   |
| Bồ Đào Nha         | 2021      | 13   | 0   |
| Bồ Đào Nha         | 2022      | 2    | 0   |
| Tổng cộng          | Tổng cộng | 144  | 7   |

### Bàn thắng quốc tế
Bàn thắng và kết quả của Bồ Đào Nha được để trước.
| #  | Ngày                 | Địa điểm                                                  | Đối thủ        | Bàn thắng | Kết quả | Giải đấu                 |
| -- | -------------------- | --------------------------------------------------------- | -------------- | --------- | ------- | ------------------------ |
| 1  | 31 tháng 5 năm 2008  | Sân vận động Fontelo, Viseu, Bồ Đào Nha                   | Gruzia         | 1–0       | 2–0     | Giao hữu                 |
| 2  | 7 tháng 10 năm 2011  | Sân vận động Dragão, Porto, Bồ Đào Nha                    | Iceland        | 4–2       | 5–3     | Vòng loại Euro 2012      |
| 3  | 8 tháng 10 năm 2015  | Estádio Municipal, Braga, Bồ Đào Nha                      | Đan Mạch       | 1–0       | 1–0     | Vòng loại Euro 2016      |
| 4  | 11 tháng 10 năm 2015 | Sân vận động Partizan, Belgrade, Serbia                   | Serbia         | 2–1       | 2–1     | Vòng loại Euro 2016      |
| 5  | 10 tháng 10 năm 2016 | Tórsvøllur, Tórshavn, Quần đảo Faroe                      | Quần đảo Faroe | 5–0       | 6–0     | Vòng loại World Cup 2018 |
| 6. | 3 tháng 6 năm 2017   | Sân vận động António Coimbra da Mota, Estoril, Bồ Đào Nha | Síp            | 1–0       | 4–0     | Giao hữu                 |
| 7. | 3 tháng 6 năm 2017   | Sân vận động António Coimbra da Mota, Estoril, Bồ Đào Nha | Síp            | 2–0       | 4–0     | Giao hữu                 |

## Danh hiệu
Sporting CP
- Taça de Portugal: 2006–07, 2007–08

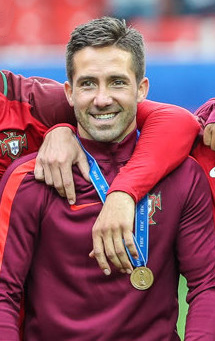
Moutinho cùng Bồ Đào Nha tại FIFA Confederations Cup 2017

- Supertaça Cândido de Oliveira: 2007, 2008

Porto
- Primeira Liga: 2010–11, 2011–12, 2012–13
- Taça de Portugal: 2010–11
- Supertaça Cândido de Oliveira: 2010, 2011, 2012
- UEFA Europa League: 2010–11

Monaco
- Ligue 1: 2016–17[3]

Braga
- Taça da Liga: 2023–24[4]

U-17 Bồ Đào Nha
- Giải vô địch bóng đá U-17 Châu Âu: 2003[5]

Bồ Đào Nha
- UEFA European Championship: 2016
- UEFA Nations League: 2018–19
- FIFA Confederations Cup: hạng 3 2017[6]

### Cá nhân
- SJPF Cầu thủ của tháng: 4/2005[7]
- SJPF Cầu thủ trẻ của tháng: 10/2006, 11/2006, 10/2007, 11/2007, 02/2008, 3/2008[8]
- Cầu thủ Porto của năm: 2012–13[9]
- Cầu thủ Wolverhampton Wanderers của mùa giải 2018–19[10]

### Khác
- Commander of the Order of Merit[11]